# 2022 în știință
Următoarele evenimente științifice semnificative au avut loc în 2022.

## Evenimente

### Ianuarie

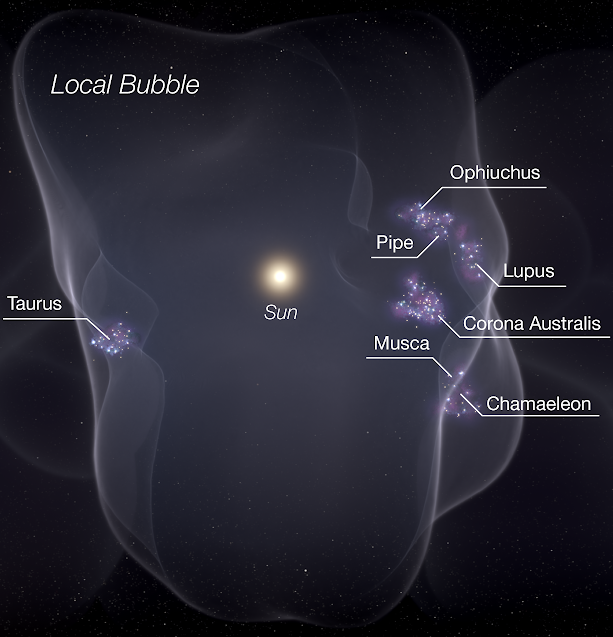
12 ianuarie: Bula Locală cu o vechime de ~14 milioane de ani este responsabilă pentru formarea stelelor tinere.

- 1 ianuarie – Israelul raportează un caz de flurona, pentru prima dată, o infectarea simultană cu COVID-19 și gripă.[1]
- 5 ianuarie – Oamenii de știință arată cum rezistența la antibiotice evoluează în mod natural, fără și înainte de utilizarea antibioticelor.[2][3]
- 6 ianuarie
  - Concentrația globală de metan din atmosferă depășește 1.900 de părți per miliard (ppb;  1 ppb indică faptul că una din fiecare miliard de molecule dintr-o probă de aer este CH4) pentru prima dată în istoria umanității.[4]
  - Astronomii raportează prima detectare directă a activității pre-supernova într-o stea supergigantă roșie înaintea unei supernove de tip II.[5][6]
- 10 ianuarie – Primul transplant de inimă cu succes de la un porc modificat genetic la un pacient uman, este raportat în Statele Unite.[7][8]
- 11 ianuarie
  - Prima deformare cunoscută a unei exoplanete este detectată de misiunea CHEOPS, care constată că WASP-103b este puternic influențată de proximitatea stelei părinte, făcând ca planeta să aibă forma unui elipsoid în loc de sferă.[9][10]
  - Un studiu raportează detectarea probabilă a unui eveniment SEP (Solar energetic particles) extrem care a lovit Pământul în urmă cu aproximativ 9.000 de ani și, spre deosebire de furtunile solare cunoscute, s-a întâmplat în mod neașteptat aproape de un minim solar.[11][12]

- 12 ianuarie

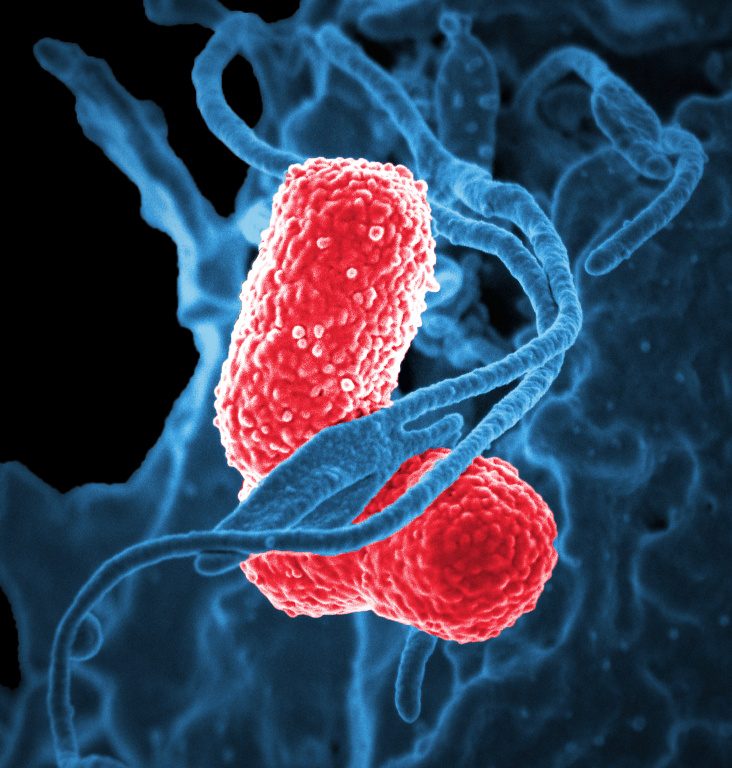
19 ianuarie: Rezistența la antibiotice a contribuit la aproximativ 5 milioane de decese în 2019, conform unei prime evaluări globale.

  - O echipă raportează cea mai rapidă secvențiere vreodată a unui genom uman, realizată în doar cinci ore și două minute.[13][14]
  - Astronomii raportează, pe baza noilor constrângeri spațiale și dinamice, că Bula Locală, o superbulă cu lățimea de ~1.000 de ani-lumină, este răspunzătoare pentru formarea tuturor stelelor tinere din apropierea Soarelui și că aceasta își are originea în urmă cu ~14 milioane de ani.[15][16]
- 13 ianuarie
  - NASA raportează că temperatura medie globală a suprafeței Pământului în 2021 a fost egală cu cea din 2018 ca al șaselea record de temperatură înaltă, în timp ce ultimii opt ani au fost, în mod colectiv, cei mai călduroși ani de la începutul evidenței moderne, din 1880.[17]
  - Un studiu, bazat pe datele a milioane de militari, sugerează că virusul comun Epstein-Barr este cauza principală a sclerozei multiple.[18][19]
- 19 ianuarie – Într-o primă evaluare globală, oamenii de știință raportează, pe baza dosarelor medicale, că rezistența la antibiotice ar fi putut contribui la aproximativ 4,95 milioane de decese (1,3 milioane atribuite direct) în 2019, mai mult decât, de exemplu, SIDA.[20][21] Utilizarea crescută a antibioticelor în timpul pandemiei de COVID-19 poate exacerba această provocare globală pentru sănătate.[22][23]
- 20 ianuarie – UNESCO anunță un nou recif de corali major în largul coastei Tahiti, care se întinde pe 3 km și se află în stare „impecabilă”, descoperit de biologii marini ca parte a Proiectului Seabed 2030.[24][25]
- 24 ianuarie – Telescopul spațial James Webb ajunge la destinație, punctul Lagrange 2.[26]
- 26 ianuarie – Se raportează prima intervenție chirurgicală laparoscopică efectuată în întregime de un robot.[27][28]

### Februarie

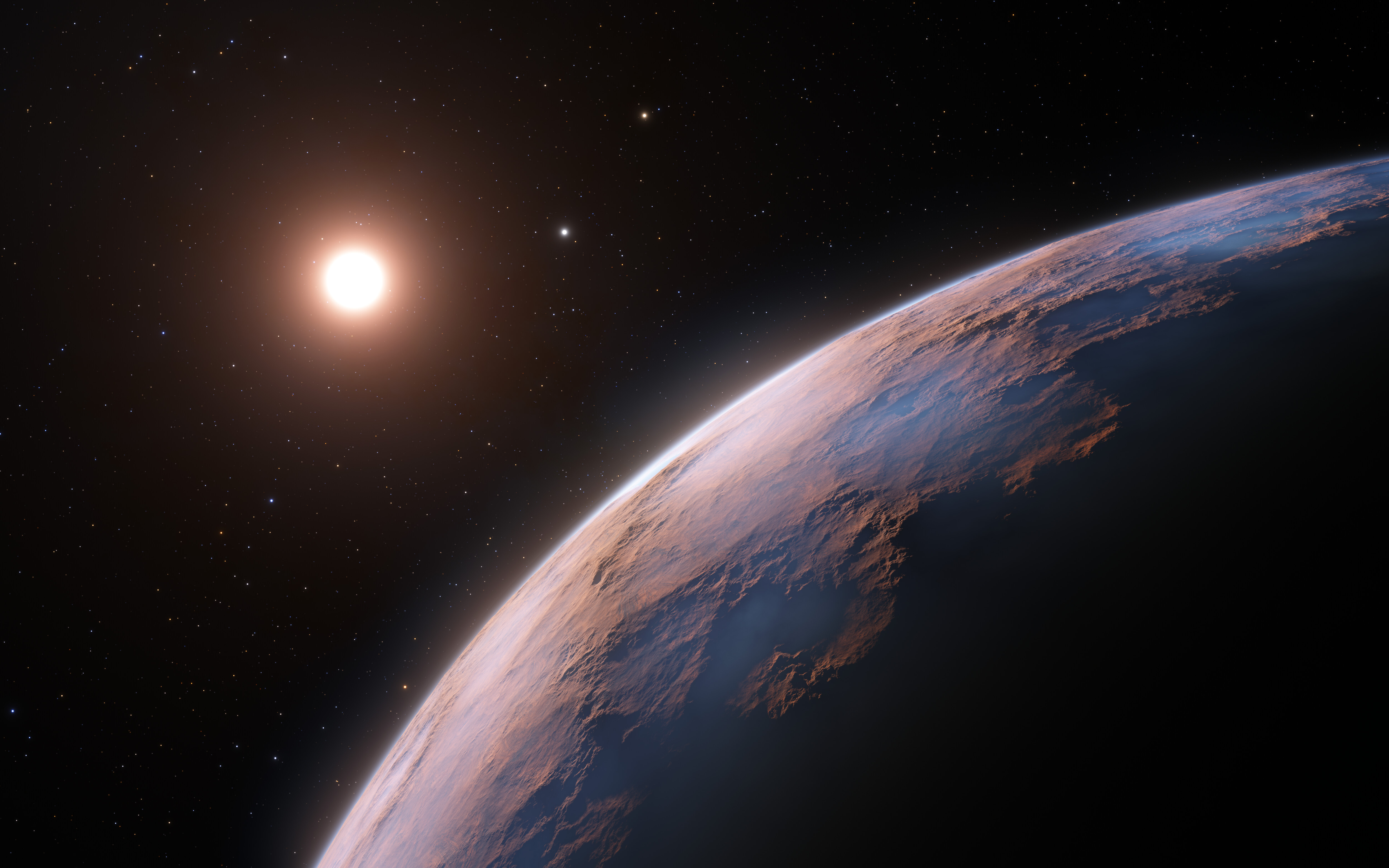
10 februarie: Reprezentare artistică a Proximei Centauri d, cu Proxima b și c vizibile în fundal

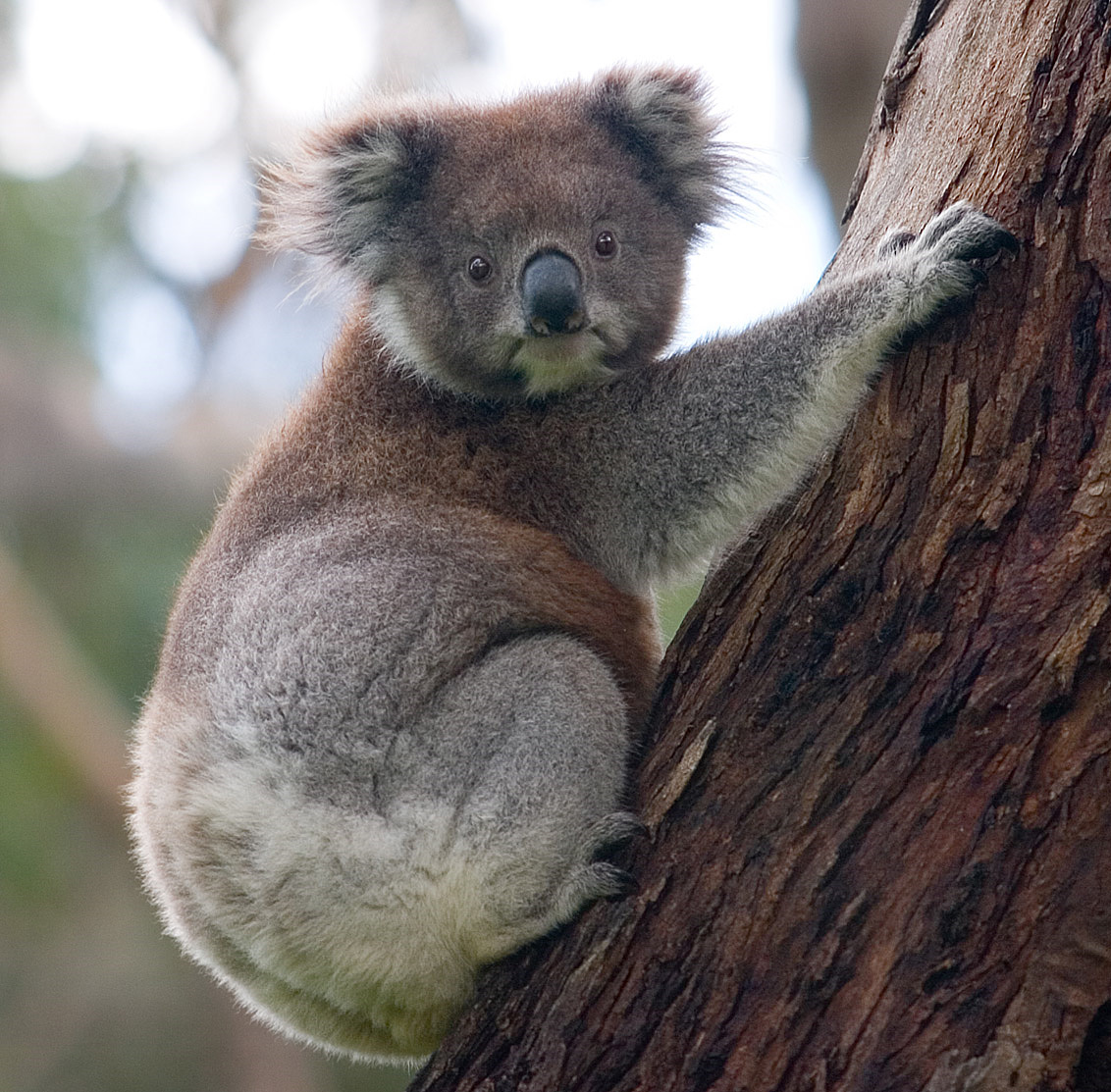
11 februarie: Guvernul australian schimbă starea de conservare a koala de la „vulnerabilă” la „pe cale de dispariție”, din cauza habitatelor sale în scădere rapidă și a schimbărilor climatice.

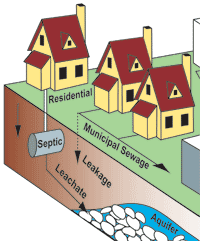
14 februarie: Este publicat cel mai cuprinzător studiu despre poluarea farmaceutică a râurilor lumii

. 
- 1 februarie – Uniunea Geofizică Americană raportează că schimbările climatice au început probabil să sufoce pescuitul din lume, depășind un prag critic de pierdere de oxigen în 2021.[29]
- 8 februarie
  - O echipă internațională de cercetători a produs cea mai mare și mai precisă reprezentare virtuală a Universului local până în prezent. Acesta acoperă un volum de până la o distanță de 600 de milioane de ani-lumină de Pământ și include peste 130 de miliarde de „particule” simulate, necesitând  mii de computere care lucrează în tandem timp de câteva săptămâni și produc peste 1 petabyte de date, acoperind istoria sa completă de la Big Bang până în prezent.[30][31]
  - Este raportată prima dovadă a unei planete în zona locuibilă a unei pitice albe, pe baza datelor de la steaua WD 1054–226, care se află la 117 ani-lumină de Pământ.[32]
- 9 februarie – Cea mai mare descoperire în energia de fuziune din 1997 este raportată la Joint European Torus din Oxford, Marea Britanie, cu 59 de megajouli produși în cinci secunde (11 megawați de putere), mai mult decât dublu față de recordul anterior.[33]
- 10 februarie
  - O a treia planetă este detectată în jurul stelei Proxima Centauri, cea mai apropiată stea cunoscută de Soare. Proxima d, cu doar un sfert din masa Pământului, este una dintre cele mai ușoare exoplanete găsite vreodată.[34]
  - Este publicat primul studiu controlat al restricției calorice la oameni, care confirmă beneficiile și identifică o proteină cheie care ar putea fi valorificată pentru a extinde sănătatea la om.[35][36][37]
- 11 februarie
  - Guvernul australian schimbă starea de conservare a koala de la „vulnerabilă” la „pe cale de dispariție”, din cauza habitatelor sale în scădere rapidă și a schimbărilor climatice.[38][39]
  - Astronomii raportează descoperirea lui Alcyoneus, cea mai mare galaxie cunoscută, cu un diametru de 5 milioane de parseci (16,3 milioane de ani-lumină).[40][41]
- 14 februarie – Cel mai cuprinzător studiu al poluării farmaceutice a râurilor lumii constată că aceasta amenință „mediul și/sau sănătatea umană în mai mult de un sfert din locațiile studiate”.[42][43]
- 15 februarie – NASA publică cel mai recent raport tehnic privind creșterea nivelului mării, o actualizare a ediției din 2017, care include proiecții pentru creșterea nivelului mării până în anul 2150. Agenția avertizează că nivelul mării ar putea crește în următorii 30 de ani tot atât de mult ca în ultimii 100 de ani.[44][45]
- 21 februarie – O nouă terapie numită CINDELA (Cancer-Specific InDel Attacker) este raportată de oamenii de știință din Coreea de Sud, care utilizează CRISPR-Cas9 pentru a ucide celulele canceroase fără a afecta țesuturile normale.[46][47]
- 23 februarie 
  - Cercetătorii raportează dezvoltarea unui gradiometru cuantic, un senzor cuantic cu interferometru atomic care ar putea fi folosit pentru cartografierea și investigarea subteranelor.[48][49]
  - Astronomii raportează că M81, o galaxie spirală de mare stil, aflată la aproximativ 12 milioane de ani-lumină distanță, poate fi sursa FRB 20200120E, o emisie radio rapidă care se repetă.[50][51]
- 25 februarie – Un studiu arată că o anumită gamă de produse comerciale au substanțe care sunt dăunătoare sănătății umane: produse de curățare a pardoselii cu anumite parfumuri (monoterpene) care provoacă o poluare a aerului interior echivalentă sau care depășește poloarea unui drum aglomerat.[52][53]
- 28 februarie
  - Un studiu arată că emisiile anuale de carbon (sau pierderile de carbon) din defrișările tropicale s-au dublat în ultimele două decenii și continuă să crească.[54][55]
  - Una dintre primele recenzii științifice despre asocierea dintre antrenamentul de forță și mortalitate indică faptul că astfel de activități sunt asociate cu un „risc cu 10-17% mai mic de mortalitate de orice cauză, boli cardiovasculare (CVD), cancer total, diabet și cancer pulmonar”.[56][57]

### Martie
- 1 martie

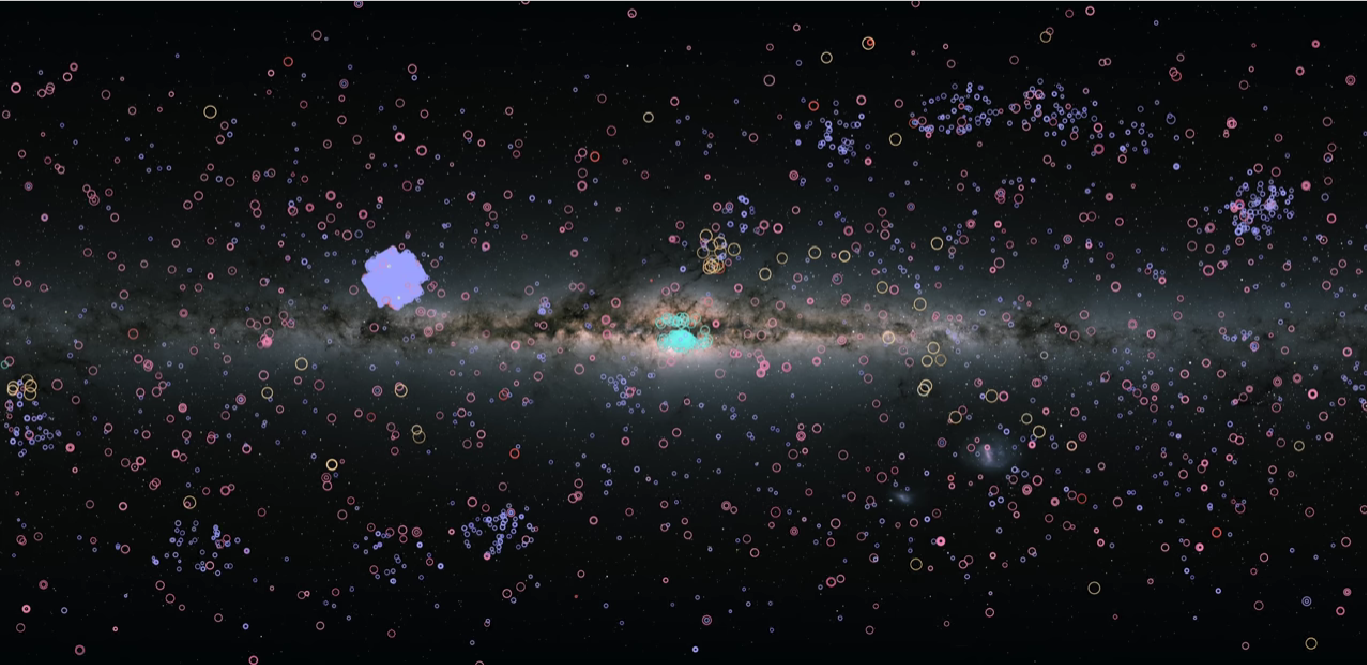
21 martie: Numărul de exoplanete confirmate depășește 5.000. Dintre acestea, 35% sunt planete similare ca dimensiune cu Neptun, 31% super-Pământuri (planete de mărimi între Terra și Neptun), 30% giganți gazoși (cum sunt Jupiter și Saturn din Sistemul Solar), 4% sunt asemănătoare cu Pământul.

  - Cercetătorii raportează dezvoltarea unui sistem integrat de panouri solare care, folosind un hidrogel, răcește panoul sau produce apă proaspătă pentru a iriga culturile aflate sub panou.[58][59]
  - Oamenii de știință raportează că erupția vulcanică din 2022 din Tonga, Oceanul Pacific – cea mai mare erupție vulcanică înregistrată din 1991, care ar fi răcit clima globală cu ~0,6°C timp de 15 luni[60] – nu a avut un efect de răcire (iarnă vulcanică) semnificativ la schimbările climatice globale (adică o răcire de ~0,004°C în primul an).[61][62]
- 7 martie 
  - O nouă terapie de întinerire celulară este raportată de oamenii de știință de la Institutul Salk, care poate inversa aspectele îmbătrânirii la șoareci, fără a provoca cancer sau alte probleme de sănătate.[63]
  - Oamenii de știință raportează modul în care COVID-19 afectează creierul cel puțin temporar, pe baza scanărilor creierului și a testelor cognitive a 785 de participanți la Biobank din Marea Britanie (401 cazuri pozitive), inclusiv reducerea grosimii materiei cenușii și a dimensiunii creierului.[64][65]
  - Cercetătorii raportează prima partenogeneză artificială la mamifere (șoareci născuți din ouă nefertilizate).[66][67]
- 9 martie – Cercetătorii din Antarctica anunță că au găsit Endurance, una dintre cele mai mari epave, care s-a scufundat în 1915 în timpul explorării făcute de Ernest Shackleton.[68]
- 21 martie – Numărul de exoplanete confirmate depășește 5.000. Dintre acestea, 35% sunt planete similare ca dimensiune cu Neptun, 31% super-Pământuri (planete de mărimi între Terra și Neptun), 30% giganți gazoși (cum sunt Jupiter și Saturn din Sistemul Solar), 4% sunt asemănătoare cu Pământul.[69]
- 23 martie – Oamenii de știință au demonstrat un sistem de purificare a aerului cu UVC (lumină ultravioletă), care poate reduce nivelul unui agent patogen din aer cu 98% în câteva minute. Acest lucru este echivalent cu 184 de schimbări de aer per oră (recordul anterior fiind 20 de schimbări de aer per oră) și este propus ca o soluție pentru COVID-19 și alte pandemii viitoare.[70]
- 24 martie – O limită de viteză fizică pentru calculatoarele electronice de aproximativ un petahertz (1015 Hz) este descoperită de oamenii de știință de la Universitatea Tehnică din Viena. Acest maxim teoretic este de aproximativ 100.000 de ori mai rapid decât tranzistoarele moderne.[71]
- 30 martie – WHL0137-LS, cunoscută și sub numele de Earendel, este raportată ca cea mai îndepărtată stea individuală descoperită vreodată, lumina sa având nevoie de 12,9 miliarde de ani pentru a ajunge pe Pământ.[72]
- 31 martie – Astronomii raportează descoperirea K2-2016-BLG-0005Lb ca fiind cea mai îndepărtată exoplanetă găsită de Kepler până în prezent. Planeta este situată la 17.000 de ani-lumină de Pământ.[73][74]

### Aprilie

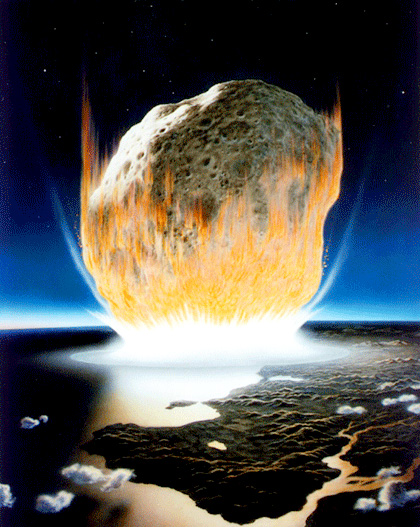
6 aprilie: Este raportată prima fosilă de dinozaur cunoscută legată de ziua efectivă a impactului Chicxulub.

- 1 aprilie – Biochimiștii raportează că au terminat secvențierea completă a genomului uman.[75]
- 4 aprilie
  - Grupul Interguvernamental pentru Schimbări Climatice (IPCC) publică cea de-a treia și ultima parte a celui de-al șaselea raport de evaluare a schimbărilor climatice, avertizând că emisiile de gaze cu efect de seră trebuie să atingă vârful până în 2025 cel târziu și să scadă cu 43% până în 2030, pentru a limita încălzirea globală la 1,5°C (2,7°F).[76][77]
  - Cercetătorii din Danemarca anunță o nouă tehnică pentru accelerarea dezvoltării vaccinurilor și a altor produse farmaceutice de până la un milion de ori, folosind cantități mult mai mici bazate pe nanotehnologia ADN-ului.[78]
- 6 aprilie 
  - Pe baza informațiilor colectate de la senzorii de apărare planetară, Comandamentul Spațial al SUA confirmă detectarea primului obiect interstelar cunoscut. Pretinsul meteorit interstelar, cunoscut din punct de vedere tehnic sub numele de CNEOS 2014-01-08, s-a ciocnit de Pământ în 2014 și s-a determinat, pe baza traiectoriei sale hiperbolice și a vitezei mari inițiale estimate, că provine dincolo de Sistemul Solar. Meteoritul din 2014 a fost detectat cu trei ani mai devreme decât obiectele interstelare mai recente și mai cunoscute: 1I/ʻOumuamua în 2017 și 2I/Borisov în 2019. [79][80][81]
  - Paleontologii au descoperit în situl Tanis din Dakota de Nord prima fosilă de dinozaur care ar avea legătură cu asteroidul care a dus la extincția acestora. Cercetătorii susțin că membrul inferior găsit, care este foarte bine conservat, a fost acoperit cu pământ chiar în ziua în care un asteroid a lovit Terra, acum 66 de milioane de ani.[82]
  - Un studiu decodifică comunicarea electrică dintre ciuperci în componente asemănătoare cuvintelor.[83][84][85][86]
- 7 aprilie
  - Astronomii raportează descoperirea HD1, considerată a fi cea mai veche și mai îndepărtată  galaxie detectată până în prezent, cu o deplasare spre roșu de 13,27, sugerând că galaxia a apărut la 330 de milioane de ani după Big Bang.[87][88][89][90]
  - Fizicienii de la Collider Detector at Fermilab determină masa bosonului W cu o precizie de 0,01%. Rezultatul sugerează un defect al Modelului standard.[91]

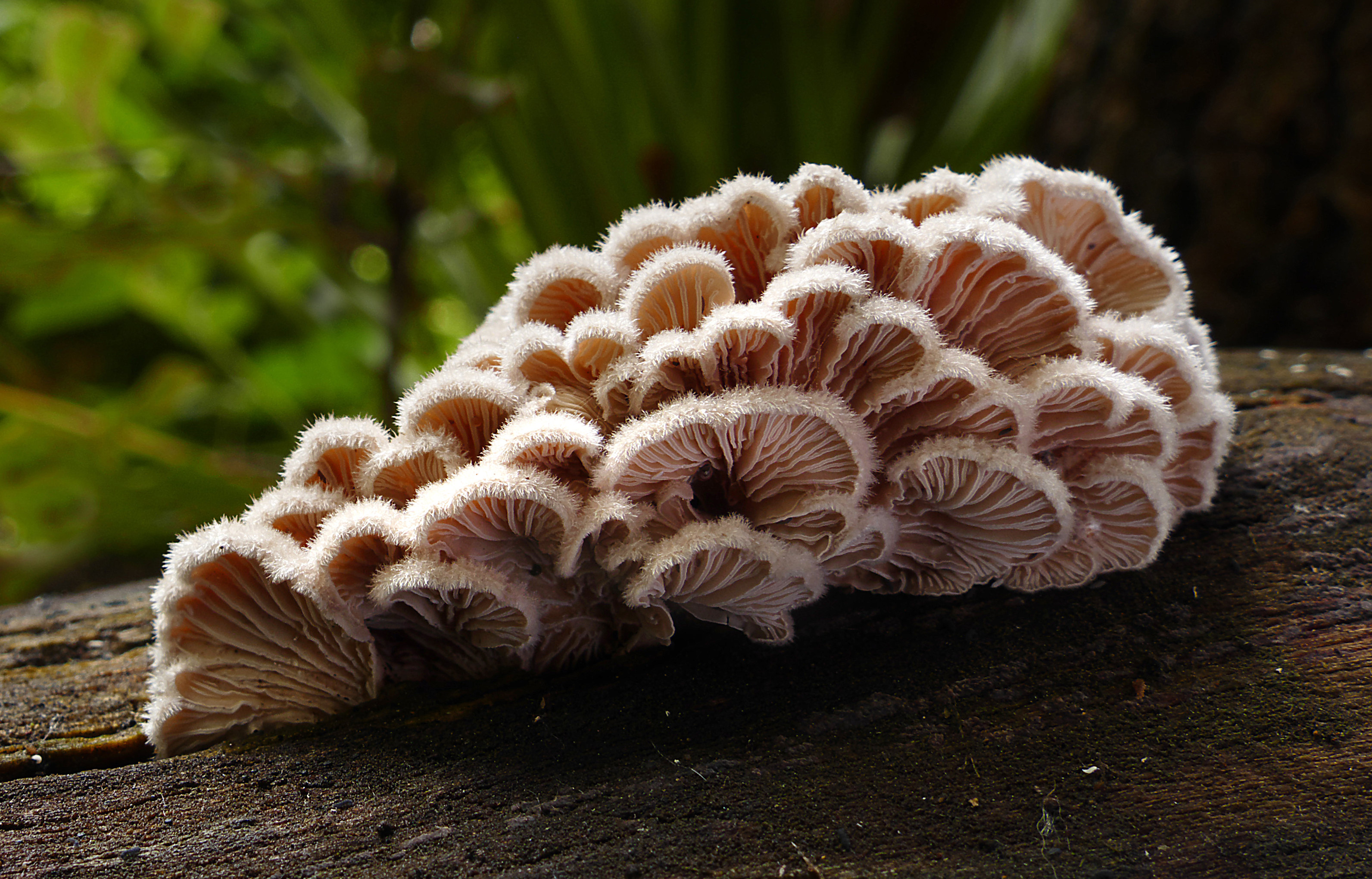
6 aprilie: Un studiu decodifică comunicarea electrică dintre ciuperci în componente asemănătoare cuvintelor.

- 19 aprilie – NASA își publică Studiul pe zece ani al științei planetare pentru 2023-2032. Recomandările viitoare ale misiunilor includ un orbitator al lui Uranus (prima vizită a planetei din 1986) și Enceladus Orbilander (aterizare la începutul anilor 2050).[92][93]
- 20 aprilie – Sunt descrise pentru prima dată micronovele, o clasă necunoscută anterior de explozii termonucleare pe suprafața piticelor albe.[94]
- 22 aprilie – Large Hadron Collider reîncepe operațiunile complete, la trei ani după ce a fost închis pentru modernizare.[95]
- 25 aprilie – Într-un studiu publicat de Nature Food se arată că alimentele noi, cum ar fi carnea de cultură și insectele măcinate, reduc impactul asupra mediului cu peste 80%.[96][97]
- 26 aprilie – Oamenii de știință raportează detectarea nucleobazelor de purină și pirimidină în mai mulți meteoriți, inclusiv guanină, adenină, citozină, uracil și timină și susțin că astfel de nucleobaze meteoritice ar putea servi drept „blocuri de construcție ale ADN-ului și ARN-ului pe Pământul timpuriu”.[98]
- 27 aprilie
  - S-a descoperit pentru prima dată că tulpina H3N8 a gripei aviare infectează oamenii, cu un caz raportat în provincia Henan din China.[99][100][101]
  - Un studiu extinde evaluările globale ale cotelor speciilor amenințate cu dispariția adăugând reptilele, care joacă adesea roluri funcționale în ecosistemele lor, indicând că cel puțin 21% sunt amenințate cu dispariția.[102][103] O zi mai târziu, oamenii de știință cuantifică riscurile globale și locale de extincție în masă ale vieții marine din cauza schimbărilor climatice și a potențialului de conservare.[104][105]

### Mai

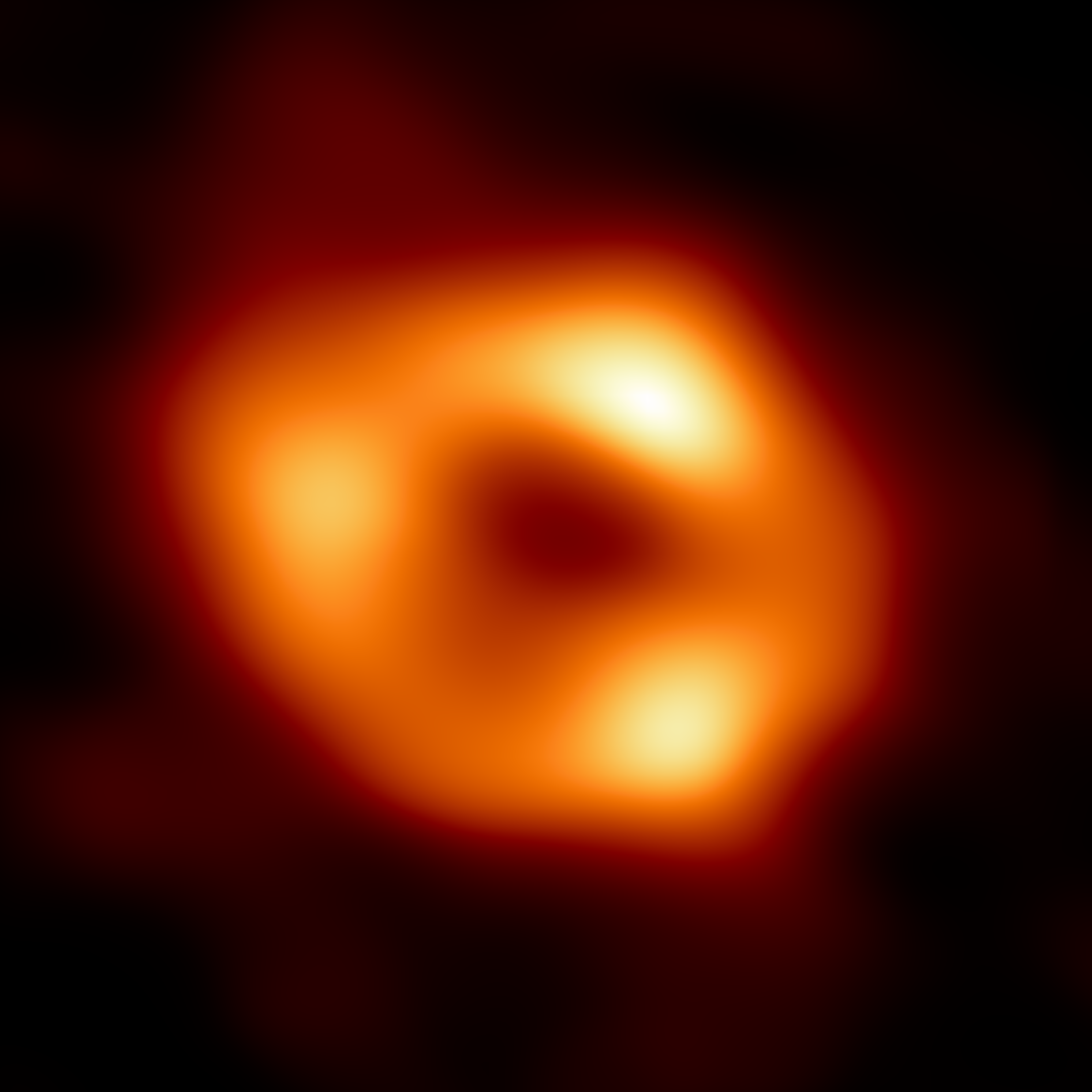
Sagittarius A*, gaura neagră din centrul Căii Lactee, fotografiată de echipa Event Horizon Telescope.

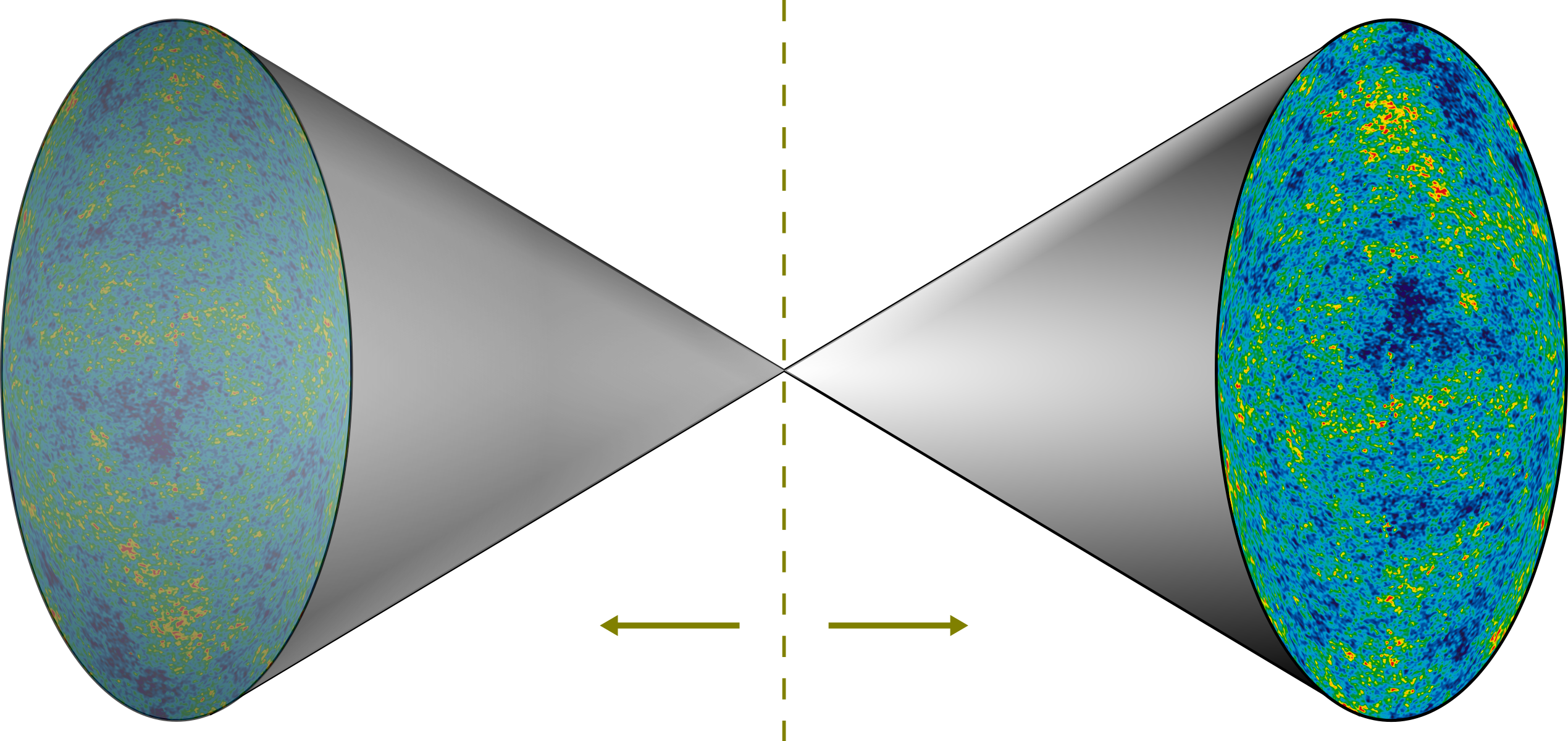
18 mai și 2 mai: Două studii separate arată cum două modele cosmologice de univers geamăn ar putea explica probleme specifice nerezolvate de fizică sau cosmologie.

- 4 mai – NASA raportează sonificarea (conversia datelor astronomice asociate cu undele de presiune în sunet) a găurii negre din centrul roiului de galaxii Perseus.[106][107]
- 5 mai – Nivelul mediu lunar de dioxid de carbon (CO2) din atmosfera Pământului depășește 420 de părți per milion (ppm) pentru prima dată în istoria înregistrată.[108][109]
- 6 mai – Oamenii de știință raportează descoperirea unor microorganisme vechi de 830 de milioane de ani prinse în cristale de sare gemă, care ar putea, să fie încă în viață. Potrivit cercetătorilor, „acest studiu are implicații pentru căutarea vieții atât în rocile sedimentare chimice terestre, cât și în cele extraterestre”.[110][111]
- 8 mai – Meteorological Office din Regatul Unit avertizează că probabilitatea ca temperaturile medii globale să atingă 1,5°C peste nivelurile preindustriale în următorii cinci ani este de aproape 50:50 (48%). De asemenea, prezice o șansă de peste 90% ca un nou record să aibă loc în cel puțin un an din perioada 2022-2026.[112][113]
- 9 mai – Un studiu raportează că numărul în scădere a celui mai mare pește de pe Pământ, rechinul-balenă aflat pe cale de dispariție, poate fi legat de coliziunile cu nave mari din flota globală de transport.[114]
- 10 mai – Un al șaselea eveniment de albire în masă este înregistrat la Marea Barieră de Corali, 91% dintre corali fiind afectați.[115][116]
- 11 mai – O poartă logică pentru calcul la intervale de timp femtosecundă este demonstrată de Universitatea din Rochester, New York, Statele Unite.[117]
- 12 mai
  - Săgetător A*, gaura neagră supermasivă din centrul galaxiei Calea Lactee, este fotografiată pentru prima dată de echipa Event Horizon Telescope.[118][119]
  - Oamenii de știință au cultivat plante în solul lunar pentru prima dată. Au fost folosite eșantioane mici de praf colectate în timpul misiunilor Apollo din 1969-1972 pentru a crește un tip de creson.[120][121]
- 18 mai 
  - NASA raportează că sistemul de control al atitudinii sondei spațiale Voyager 1, cel mai îndepărtat obiect creat de om, trimite date care nu reflectă ceea ce se întâmplă la bord.[122][123] Pe 17 iunie, s-a raportat că NASA se pregătește să oprească cele două nave spațiale Voyager în speranța să folosească puterea rămasă pentru a extinde operațiunea lor până în aproximativ 2030.[124]
  - Un studiu arată cum un model cosmologic cu două universuri – deja studiat pe larg pentru a afla de ce gravitația pare mult mai slabă decât alte forțe cunoscute – ar putea explica tensiunea constantei Hubble (H0) prin interacțiunile dintre cele două lumi. „Lumea oglindă” ar conține copii ale tuturor particulelor fundamentale existente.[125][126]

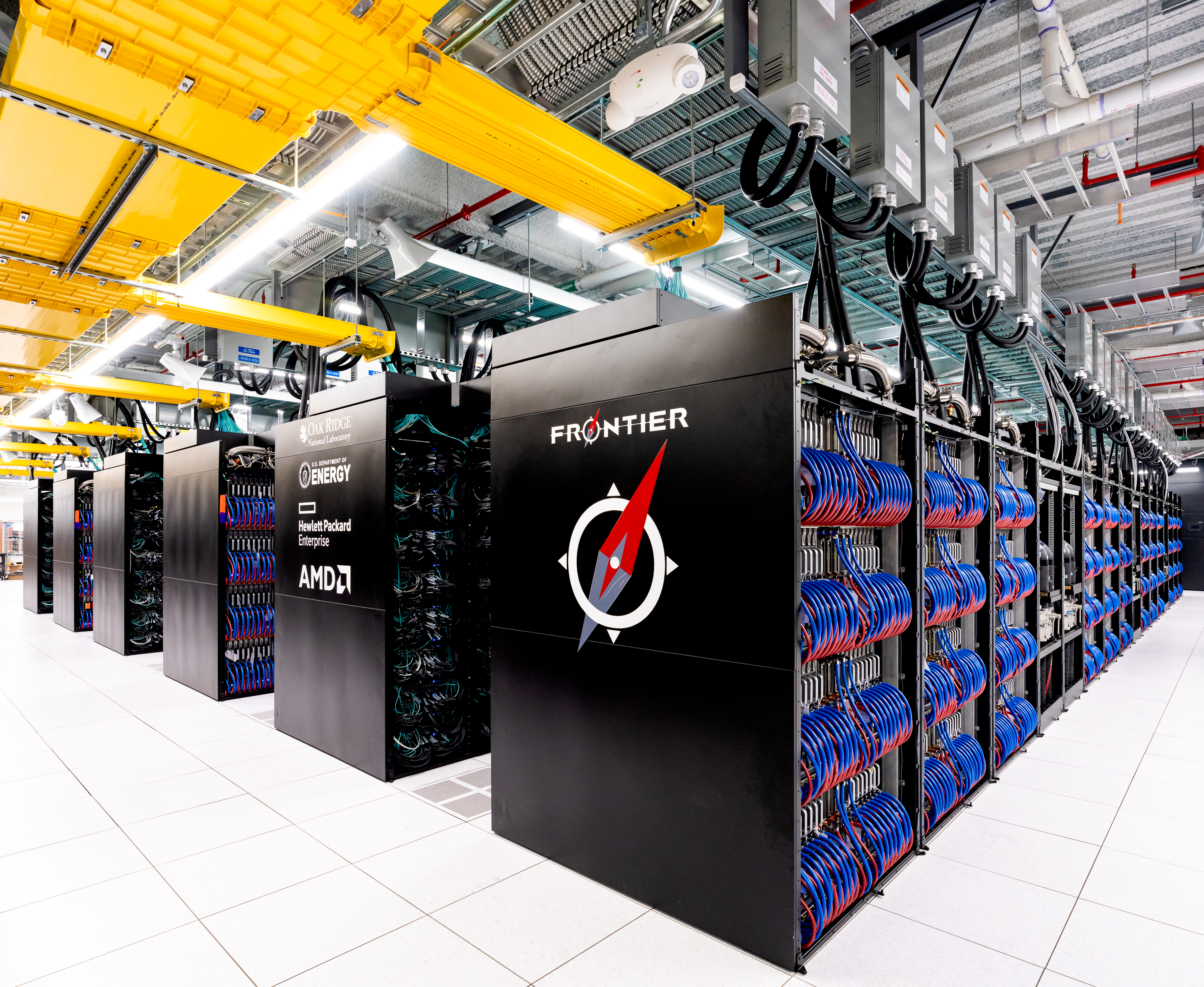
30 mai: Frontier este confirmat cel mai rapid computer din lume

- 21 mai – Organizația Mondială a Sănătății informează despre focarul de variola maimuței în țările neendemice [127] – un număr fără precedent de cazuri detectate în afara Africii [128] după ce primul dintre aceste cazuri a fost detectat la 6 mai.[129] La 24 mai, OMS afirmă că focarul poate fi controlat.[130] Metoda principală folosită pentru izolarea timpurie este „vaccinarea în inel” – vaccinarea contactelor apropiate de cazuri pozitive prin vaccinurile existente.[128][131]
- 25 mai – Cel mai mic robot de mers controlat de la distanță, care măsoară doar o jumătate de milimetru lățime, a fost construit de inginerii de la Universitatea Northwestern și are forma unui crab mic. Aplicațiile potențiale includ curățarea arterelor blocate.[132][133]
- 26 mai – Un studiu privind schimbările climatice dezvăluie că furtunile din emisfera sudică au atins deja niveluri de intensitate estimate anterior că vor avea loc abia în anul 2080.[134][135]
- 28 mai – Este demonstrat un nou sistem de captare directă a aerului care utilizează izoforona diamină, capabil să elimine dioxidul de carbon cu o eficiență de 99% și de peste două ori mai rapid decât sistemele existente.[136][137]
- 30 mai – Laboratorul Național Oak Ridge din Statele Unite anunță că Frontier este acum cel mai rapid computer din lume, cu o viteză de 1,102 ExaFlops, adică poate efectua până la 1018 operații pe secundă.[138][139]
- 31 mai – Se raportează succesul unei conservări de lungă durată (3 zile, mai degrabă decât <12 ore) a conservării ficatului ca organe de transplant uman. Poate fi extins la 10 zile și ar putea preveni deteriorarea substanțială a celulelor prin metode de conservare la temperaturi scăzute.[140][141]  În aceeași zi, un studiu separat raportează noi solvenți crioprotectori, testați cu celule, care ar putea conserva organele prin aceste din urmă metode pentru mult mai mult timp, cu daune substanțial reduse.[142][143]

### Iunie

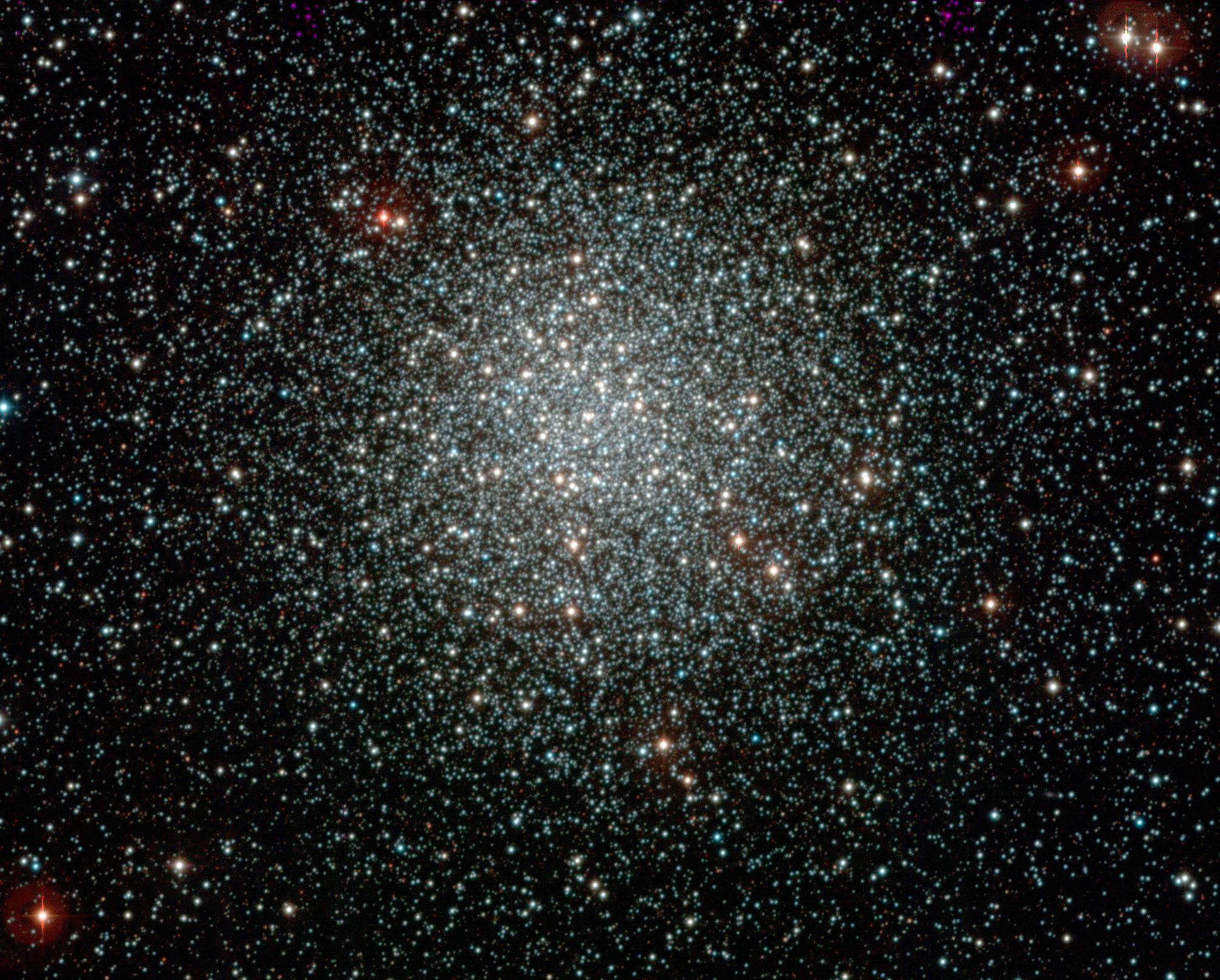
10 iunie: Se arată că nucleul roiului globular NGC 3201 adăpostește un subroi de aproape o sută de găuri negre.

- 2 iunie – Revista Nature raportează că cercetătorii de la universitatea Texas din Dallas au sintetizat un nou compus, numit ERX-41, care s-a dovedit promițător în eliminarea celulelor canceroase.[144]
- 3 iunie – Administrația Națională Oceanică și Atmosferică (NOAA) raportează că în atmosfera Pământului, concentrația globală de dioxid de carbon este acum cu 50% mai mare decât în vremurile preindustriale și este probabil la un nivel observat ultima dată cu 4,1 până la 4,5 milioane de ani în urmă, la 421 părți pe milion (ppm).[145][146]
- 8 iunie – O nouă particulă, numită modul Higgs axial, o excitație asemănătoare bosonului Higgs, care posedă o „undă de densitate a sarcinii”, și anume o stare în care electronii se auto-organizează cu o densitate care este periodică în spațiu, este observată de cercetătorii de la Boston College.[147] A fost raportat incorect în unele comunicate de presă ca o particulă de materie întunecată.[148]
- 10 iunie – Se arată că nucleul roiului globular NGC 3201 adăpostește un subroi de aproape o sută de găuri negre.[149] Același studiu [150] confirmă că roiul globular NGC 6397 a ejectat cea mai mare parte a populației sale originale de găuri negre, iar excesul său de masă interioară este compus din sute de pitice albe masive.
- 15 iunie – O echipă internațională de astronomi raportează detectarea unui nou obiect cvasi-stelar luminos, sau quasar, numit J1144. Se estimează că masa găurii negre din J1144 este de aproximativ 2,6 miliarde de mase solare și a fost desemnată drept gaura neagră cu cea mai rapidă creștere din ultimele nouă miliarde de ani, care consumă materie echivalentă cu un Pământ în fiecare secundă.[151][152]
- 16 iunie – Cercetători de la Institutul de Cercetare al Cancerului din Marea Britanie descriu o nouă „fotoimunoterapie” activată de lumină pentru cancerul cerebral. Ei cred că ar putea să se alăture chirurgiei, chimioterapiei, radioterapiei și imunoterapiei ca a cincea formă majoră de tratament pentru cancer.[153][154]
- 23 iunie – Universitatea din New South Wales, Australia anunță dezvoltarea primului circuit integrat din lume fabricat la scară atomică.[155][156]
- 30 iunie – Samsung anunță prima producție în masă de cipuri de computer folosind un proces de 3 nm. Acestea sunt cu până la 45% mai eficiente din punct de vedere energetic în comparație cu semiconductorii anteriori de 5 nm. Cu o suprafață cu 16% mai mică, performanța cipului este cu până la 23% mai mare.[157]

### Iulie

12 iulie: „Stâncile cosmice” ale Nebuloasei Carina: Una dintre primele imagini lansate de telescopul spațial James Webb.

- 4 iulie – Oamenii de știință raportează că valurile de căldură din vestul Europei cresc „de trei până la patru ori mai repede în comparație cu restul latitudinilor medii nordice în ultimii 42 de ani” și că anumite schimbări dinamice atmosferice pot explica creșterea lor.[158][159]
- 5 iulie – Colaborarea internațională LHCb de la Large Hadron Collider observă trei particule nevăzute până acum: un nou tip de „pentaquarc” și prima pereche de „tetraquarci”, care include un nou tip de tetraquarc.[160]
- 8 iulie – Astronomii raportează descoperirea unor cantități masive de molecule prebiotice, inclusiv pentru ARN, în centrul galactic al galaxiei Căii Lactee.[161][162]
- 12 iulie – NASA lansează prima suită de imagini de la telescopul spațial James Webb, acum complet operațional.[163] La 19 iulie, oamenii de știință raportează ceea ce ar putea fi cea mai veche și mai îndepărtată galaxie descoperită vreodată, GLASS-z13.[164][165][166]
- 13 iulie
  - Este raportată descoperirea unei emisii radio rapide FRB 20191221A cu o durată neobișnuit de lungă de trei secunde.[167]
  - Agenția Spațială Europeană lansează cu succes noua rachetă Vega-C din Portul Spațial European din Guyana Franceză. Printre țările care au contribuit la proiectul Vega-C se numără și România.[168] Noua rachetă va putea lansa pe orbită sateliți mai mari decât o făcea Vega, poate lansa două sarcini utile principale și poate fi configurată pentru a lansa sateliți de mici dimensiuni pentru terți.[169][170]

- 18 iulie

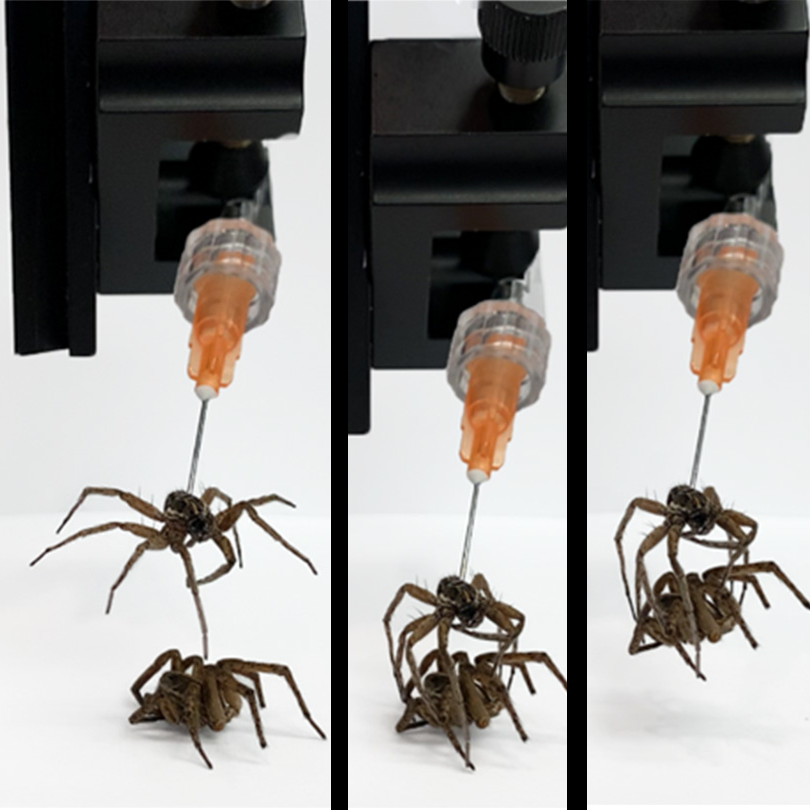
25 iulie: Cercetătorii introduc și demonstrează conceptul de necrobotică.

  - Un studiu a peste 3.000 de experți a constatat că actuala extincție ar putea fi mai gravă decât se credea anterior și estimează că aproximativ 30% dintre specii „au fost amenințate la nivel global sau au disparut din anul 1500”.[171][172]
  - Prima gaură neagră „latentă” (însemnând că nu emite niveluri ridicate de radiații cu raze X) este identificată în afara Căii Lactee. Obiectul, de nouă mase solare, orbitează o stea rară de tip-O într-un sistem numit VFTS 243 din Marele Nor al lui Magellan.[173]
- 20 iulie – Oamenii de știință raportează că SARS-CoV-2 construiește nanotuburi membranare din celulele nasului pentru a avea acces la creier.[174][175]
- 23 iulie – Organizația Mondială a Sănătății (OMS) declară recentul focar de variola maimuței o urgență de sănătate publică de interes internațional, deoarece numărul cazurilor raportate depășește 17.000 în 75 de țări.[176]
- 25 iulie – Cercetătorii introduc conceptul de necrobotică și îl demonstrează prin reutilizarea păianjenilor morți. Cu ajutorul sistemului pneumatic, activând brațele prin aplicarea de aer sub presiune, păianjenii au fost forțați să apuce și să țină obiecte cu o treime mai grele decât propria lor greutate. Spre deosebire de alți roboți, necroboții sunt biodegradabili.[177][178]
- 28 iulie
  - Cercetătorii raportează dezvoltarea unui plasture de imagistică cu ultrasunete de înaltă rezoluție, bioadeziv, care poate fi purtat, pentru o imagistică continuă de câteva zile a diferitelor organe, care poate permite instrumente noi de diagnostic și monitorizare.
  - Prima descoperire raportată a unui animal care ajută algele să se reproducă [179][180] după ce polenizarea în mare a fost raportată pentru prima dată în 2016.[181]
  - Oamenii de știință raportează descoperirea reacțiilor chimice ale componentelor potențialei supe primordiale care au produs aminoacizi și ar putea fi la originea vieții pe Pământ. [182][183]
- 29 iulie – Un studiu, care reanalizează datele utilizate într-un studiu realizat de DeSilva și colab. (2021), indică faptul că dimensiunea creierului uman nu a scăzut în ultimii trei mii de ani, așa cum sugerează acest studiu, nici în 300.000 de ani, așa cum sugerează alte studii. Se concluzionează că „eșantioanele trebuie să fie suficient de specifice pentru a testa ipoteza în diferite perioade și populații”.[184][185]

### August
- 1 august
  - Este raportată descoperirea unui Super-Pământ în jurul stelei pitice roșii Ross 508. O parte din orbita eliptică a planetei o poartă în zona locuibilă.[186][187]
  - Cercetătorii raportează că riscul schimbărilor climatice (indirect) care să conducă la colapsul societății la nivel mondial sau, posibil, la dispariția umană, este un subiect global „periculos de subexplorat”, în ciuda faptului că există indicii că acest lucru este posibil, cel mai defavorabil scenariu și „evaluarea integrată a catastrofei” lipsind.[188][189]
- 3 august – Oamenii de știință raportează un sistem de perfuzie a organelor care poate regenera mai multe organe la nivel celular la o oră după moarte (la porci).[190][191] Poate fi folosit pentru a conserva organele donatoare sau în resuscitarea de urgență.[190][192] În 2019, echipa a descris o metodă de revigorare a creierului la câteva ore după moarte, tot la porci.[190] Anterior, se credea că moartea celulară are un debut rapid și permanent.[190]
- 4 august – Gelul de cartilaj fabricat în laborator pe baza unui compozit de hidrogel sintetic s-a dovedit a avea o rezistență și o rezistență la uzură mai mari decât cartilajul natural, ceea ce ar putea permite refacerea durabilă a articulațiilor deteriorate.[193][194]
- 8 august – Este raportată crearea de neuroni artificiali care pot primi și elibera dopamină (semnale chimice mai degrabă decât semnale electrice) și să comunice cu mușchii și celulele creierului la șobolan, cu potențial de utilizare în BCI-uri/protetice.[195][196]
- 11 august – Se arată că o cornee realizată din piele de porc, realizată prin inginerie tisulară, redă vederea orbilor. Poate fi produs în serie și depozitat timp de până la doi ani, spre deosebire de corneele umane donate, care sunt rare și trebuie folosite în două săptămâni.[197][198]
- 13 august – Rocket Lab își descrie în detaliu planurile autofinanțate, anunțate pentru prima dată la începutul anului 2020,[199] pentru a trimite o sondă spre Venus, probabil în 2023, pentru a căuta viață în stratul de nori al planetei, unde alți oameni de știință au raportat detectarea nivelurilor de fosfină în semnătură biologică la sfârșitul anului 2020 și după aceea.[200][201]
- 17 august 
  - Craterul Nadir, probabil rezultatul unui al doilea asteroid, mai mic, care a lovit aproximativ în același timp cu asteroidul Chicxulub, este identificat și descris de cercetători.[202][203]
  - Geologii avertizează că lumea este „îngrozitor de nepregătită” pentru o erupție vulcanică masivă. Ei estimează o șansă de una-din-șase pentru o explozie cu magnitudinea șapte în următorii o sută de ani.[204][205]
- 24 august
  - Dugongul este declarat extinct în China.[206][207]
  - Prima linie feroviară pe care circulă trenuri alimentate cu hidrogen se deschide în Germania.[208]
- 25 august – Prima dovadă clară pentru dioxidul de carbon în atmosfera unei exoplanete este dezvăluită de telescopul spațial James Webb. Planeta, WASP-39b, este un Jupiter fierbinte situată la aproximativ 700 de ani-lumină de Pământ.[209][210][211]
- 31 august – Agențiile de știri raportează că arta creată de inteligența artificială a câștigat primul loc într-un concurs de artă digitală.[212]

### Septembrie

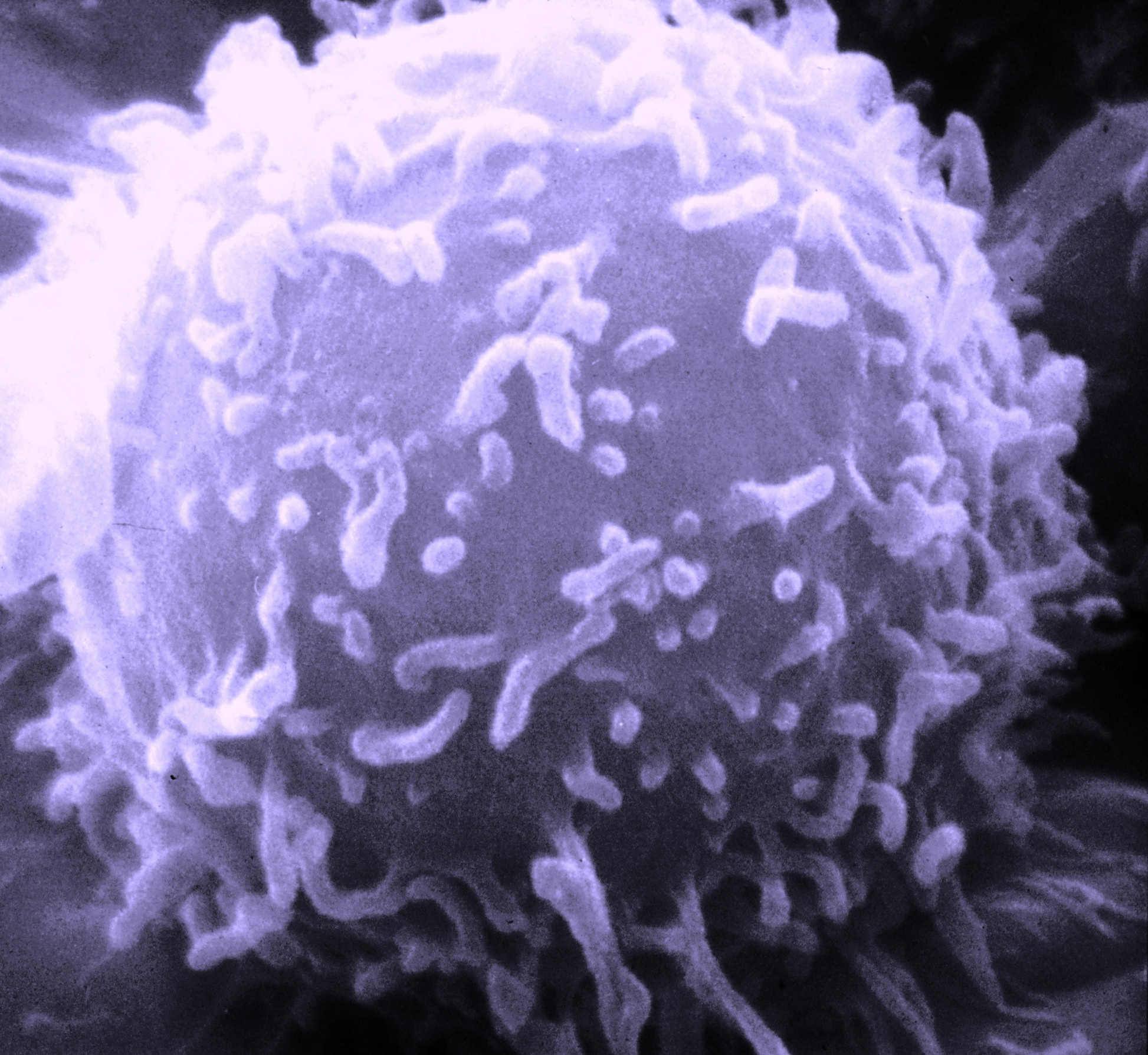
15 septembrie: Cercetătorii descriu o modalitate prin care îmbătrânirea celulelor T ale sistemului imunitar poate fi prevenită sau încetinită.

- 1 septembrie – Telescopul spațial James Webb realizează primele imagini directe ale unei planete dincolo de Sistemul Solar. Exoplaneta, HIP 65426 b, este dezvăluită în diferite benzi de lumină infraroșie.[213][214]
- 5 septembrie – Cercetătorii raportează dezvoltarea gândacilor cyborg controlați de la distanță, funcționali dacă se mută la lumina soarelui pentru reîncărcare.[215][216]
- 6 septembrie – Departamentul Agriculturii din Statele Unite aprobă o nouă roșie albastră, modificată genetic pentru a i se modifica culoarea și a îmbunătăți calitatea nutrițională.[217][218]
- 7 septembrie – Un nou vaccin împotriva malariei dezvoltat de Universitatea din Oxford s-a dovedit a fi 80% eficient în prevenirea bolii.[219][220]
- 9 septembrie 
  - Un studiu din revista Science descrie modul în care ar putea fi declanșate mai multe puncte de basculanță „dezastruoase” dacă încălzirea globală depășește 1,5 °C.[221][222][223]
  - Oamenii de știință raportează o schimbare a genei TKTL1 ca un factor cheie al evoluției recente a creierului și al diferențelor oamenilor moderni față de (alte) maimuțe antropoide și Neanderthalieni, legate de neocortex-neurogeneză.[224][225] Unii dintre oamenii de știință au raportat o mutație similară ARHGAP11B în 2016.[226][227]

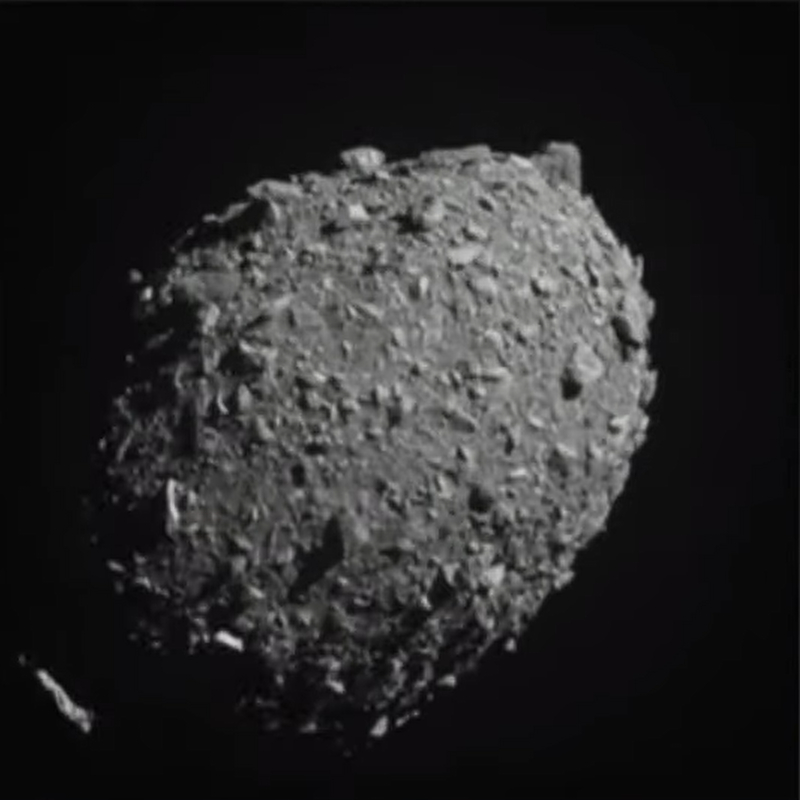
26 septembrie: Nava DART de la NASA se prăbușește intenționat în asteroidul Dimorphos într-un prim test de potențială apărare planetară.

  - China raportează descoperirea Changesite–(Y), un nou mineral găsit în probe lunare, care conține heliu-3, văzut pe scară largă ca un potențial combustibil pentru reactoarele de fuziune.[228][229]

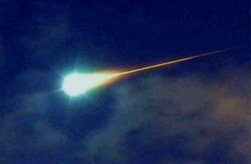
20 septembrie: Astronomii raportează într-un preprint descoperirea unui al patrulea obiect interstelar, CNEOS 2017-03-09.

- 13 septembrie – Organizația Meteorologică Mondială publică raportul United in Science 2022 care rezumă cele mai recente actualizări legate de știința climei și evaluează progresele recente în atenuarea schimbărilor climatice ca fiind  „în direcția greșită”.[230][231]
- 15 septembrie 
  - Oamenii de știință propun un plan de reînghețare a Polului Nord și Sud prin pulverizarea de dioxid de sulf în atmosferă, folosind o flotă de 125 de tancuri militare de realimentare aer-aer.[232]
  - Cercetătorii descriu o modalitate prin care îmbătrânirea anumitor celule T ale sistemului imunitar poate fi prevenită sau încetinită, având relevanță pentru extinderea vieții și pentru a face vaccinurile mai durabile.[233][234]
  - A doua criptomonedă ca mărime, Ethereum, trece de la algoritmul proof-of-work (consum de energie electrică pentru validare) la algoritmul proof-of-stake (deținerea în miză pentru validare), care reduce consumul mare de energie electrică.[235]
- 19 septembrie
  - Un studiu indică o scădere substanțială a biodiversității dinozaurilor cu milioane de ani înainte de extincția din Cretacic-Paleogen.[236][237]
  - Oamenii de știință raportează rezultate de modelare geochimică care sporesc încrederea că oceanul de pe Enceladus să fie locuibil sau să îndeplinească cerințele de abiogeneză.[238][239]

- 20 septembrie – Oamenii de știință care au raportat cel mai vechi obiect interstelar cunoscut, CNEOS 2014-01-08, și membri ai Proiectului Galileo, raportează într-un preprint, descoperirea unui candidat suplimentar, meteorul interstelar CNEOS 2017-03-09. Ei au descoperit că rezistența materială implicită a celor două obiecte sugerează că meteorii interstelari „vin dintr-o populație cu o rezistență materială caracteristic mai mare decât meteorii provenind din interiorul sistemului solar”.[240][241]
- 21 septembrie – Inginerii raportează dezvoltarea de drone pentru construcție și reparații imprimate 3D.[242][243]
- 26 septembrie
  - Jupiter se află la cea mai mică distanță de Pământ din ultimii 60 de ani.[244]
  - Sonda spațiala DART lansată de NASA se lovește intenționat de asteroidul Dimorphos într-un prim test de potențială apărare planetară.[245] Succesul modificării oebitei este raportat la 11 octombrie.[246]
- 28 septembrie – Companiile farmaceutice Eisai și Biogen au raportat un progres în tratarea bolii Alzheimer, folosind un medicament numit lecanemab, care este conceput pentru a elimina proteinele beta-amiloide din creier.[247]
- 29 septembrie – Un nou studiu se adaugă la cercetările anterioare și care arată că emisiile de metan din industria petrolului și gazelor sunt mult mai mari decât se credea.[248][249]
- 30 septembrie – Este raportată descoperirea „super-neuronilor” în cortexul entorhinal al persoanelor de peste 80 de ani, care prezintă o memorie episodică excepțională.[250][251]

### Octombrie
- 1 octombrie – O nouă simulare a NASA descoperă că Luna s-a format probabil în câteva ore, spre deosebire de teoriile anterioare care propuneau o perioadă mult mai lungă de luni sau ani.[252]
- 5 octombrie – The New York Times rezumă pe cei care au primit premii Nobel pentru științe pentru anul 2022:
  - Fiziologie sau Medicină (3 octombrie): Svante Pääbo pentru descoperiri care implică genomul homininilor dispăruți
  - Fizică (4 octombrie): Alain Aspect, John F. Clauser și Anton Zeilinger pentru munca în tehnologia cuantică
  - Chimie (5 octombrie): Carolyn R. Bertozzi, Morten Meldal și K. Barry Sharpless pentru studii privind chimia click și chimia bioortogonală.[253]
- 7 octombrie – Cercetătorii de la Universitatea Curtin din Australia și de la Universitatea Peking din China susțin că supercontinentul Amasia se va forma în 300 de milioane de ani, când Oceanul Pacific se va închide.[254]
- 20 octombrie – Prima transmisie de date care depășește 1 petabit pe secundă (Pbit/s) folosind doar un singur laser și un singur cip optic este demonstrată de cercetătorii europeni.[255][256]
- 21 octombrie – Astronomii raportează că GJ 1252b, o planetă de dimensiunea Pământului care orbitează o pitică roșie de clasă M, pare să nu aibă deloc atmosferă. Această descoperire poate reduce șansele ca viața să apară în astfel de sisteme.[257]
- 24 octombrie – Serviciul Național Medical din Regatul Unit lansează „Our Future Health”, unul dintre cele mai mari proiecte de colectare de date genetice și de sănătate din lume, menit să construiască un depozit de informații pe termen lung pentru cercetători. Cinci milioane de adulți din Marea Britanie sunt invitați să participe.[258][259]
- 31 octombrie – Un nou record pentru embrioni congelați care au dus vreodată la o naștere este raportat în Statele Unite, cu gemeni născuți după o depozitare timp de 30 de ani.[260]

### Noiembrie

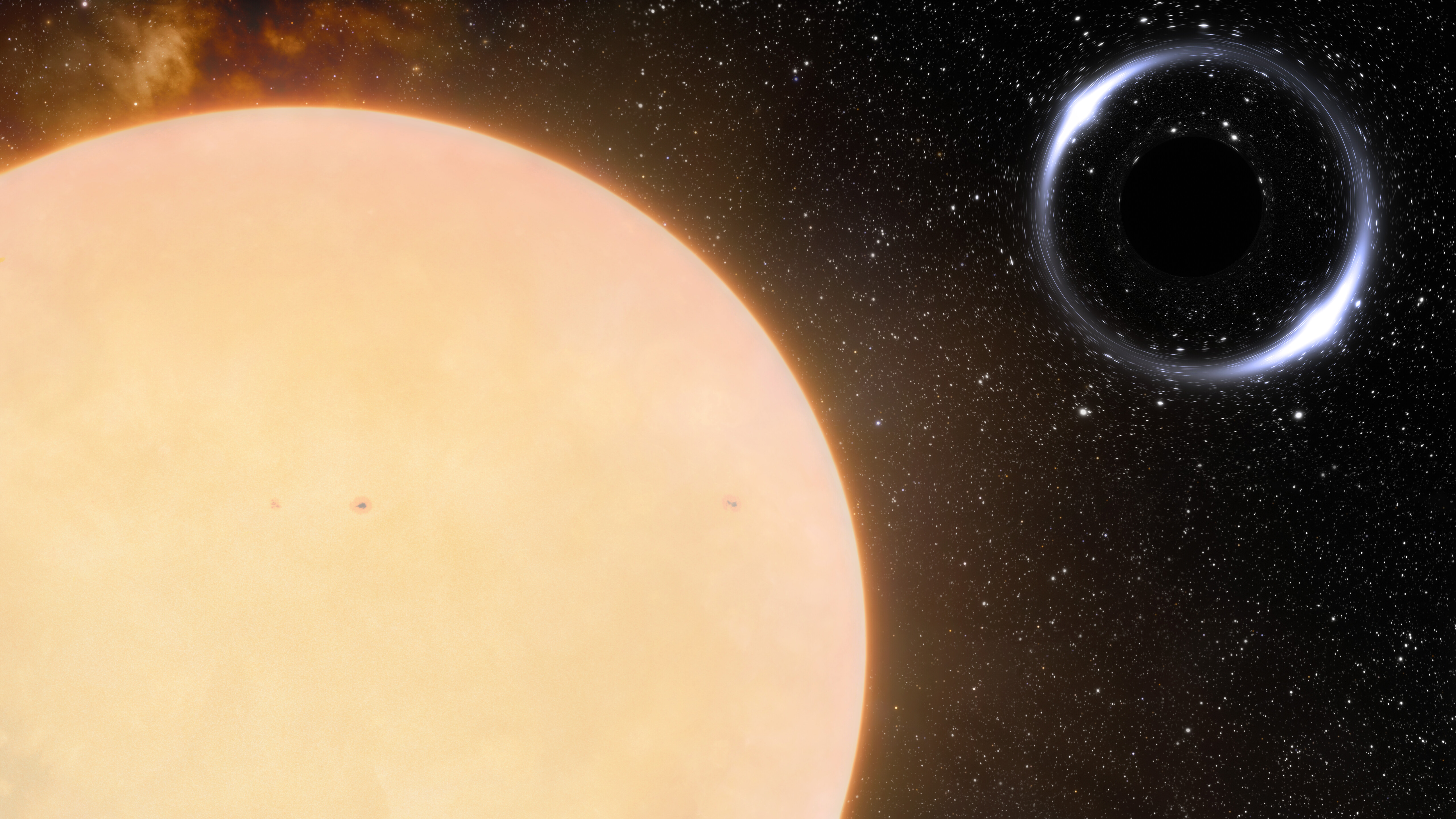
4 noiembrie: Imagine artistică a sistemului Gaia BH1, care conține o stea asemănătoare Soarelui și cea mai apropiată gaură neagră cunoscută de Pământ.

- 3 noiembrie – Astronomii care folosesc observatorul spațial IXPE raportează că 4U 0142+61, un magnetar găsit la 13.000 de ani lumină de Pământ, are o suprafață solidă fără atmosferă.[261]
- 4 noiembrie – Astronomi din Statele Unite raportează descoperirea Gaia BH1, un sistem binar care conține ceea ce este probabil cea mai apropiată gaură neagră cunoscută de Pământ.[262]
- 7 noiembrie – La Universitatea din Bristol începe primul studiu clinic cu globule roșii crescute în laborator și transfuzate în oameni.[263][264]
- 11 noiembrie – Proiectul Global Carbon raportează că emisiile de carbon în 2022 rămân la niveluri record, fără nici un semn al scăderii necesare pentru a limita încălzirea globală la 1,5°C. Acum există o șansă de 50% ca 1,5°C să fie depășită în nouă ani.[265][266]
- 14 noiembrie – Arheologii raportează cele mai vechi dovezi ale utilizării controlate a focului utilizat de către oamenii arhaici pentru a găti hrana în urmă cu aproximativ 780.000 de ani. Studiul se bazează pe mii de rămășițe de pește dintr-un sit numit Gesher Benot Ya’aqov din nordul Israelului, în apropierea râului Iordan. Zona conține foarte puține oase de pește, dar o mulțime de dinți de pește, indicând faptul că peștii au fost gătiți deoarece la temperaturi de sub 500 grade celsius oasele se înmoaie și se dezintegrează, dar dinții rămân. Cercetătorii au analizat modul în care încălzirea a modificat structura cristalelor care alcătuiesc smalțul.[267][268]
- 15 noiembrie – Un studiu din revista Human Reproduction constată că numărul de spermatozoizi umani a scăzut cu 62% în ultimii 50 de ani, ca urmare a dietelor proaste și a unei supe toxice de substanțe chimice în aer și apă.[269]
- 16 noiembrie – NASA efectuează primul zbor fără echipaj al Space Launch System (SLS), cea mai mare rachetă din istorie. Capsula Orion de la bord va orbita Luna înainte de a se întoarce pe Pământ, ca o demonstrație a misiunilor umane planificate.[270][271]
- 21 noiembrie – Oamenii de știință din Papua Noua Guinee înregistrează porumbelul-fazan cu ceafa neagră pentru prima dată în 140 de ani.[272]
- 22 noiembrie
  - Biroul Internațional de Măsuri și Greutăți anunță că va elimina treptat secunda intercalată până în 2035.[273]
  - Pentru prima dată este confirmată fotochimia pe o exoplanetă, deoarece telescopul spațial James Webb detectează o serie de semne, inclusiv dioxidul de sulf în atmosfera lui WASP-39b.[274]
- 29 noiembrie – Mineralogii canadieni au descoperit două minerale noi, Elkinstantonit și Elaliit într-un meteorit de 15 tone dezgropat în Somalia în 2020.[275]
- 30 noiembrie – Oamenii de știință de la Caltech dezvoltă un experiment cuantic care permite observarea unui tip teoretic de găuri de vierme „bebe”.[276][277][278]

### Decembrie

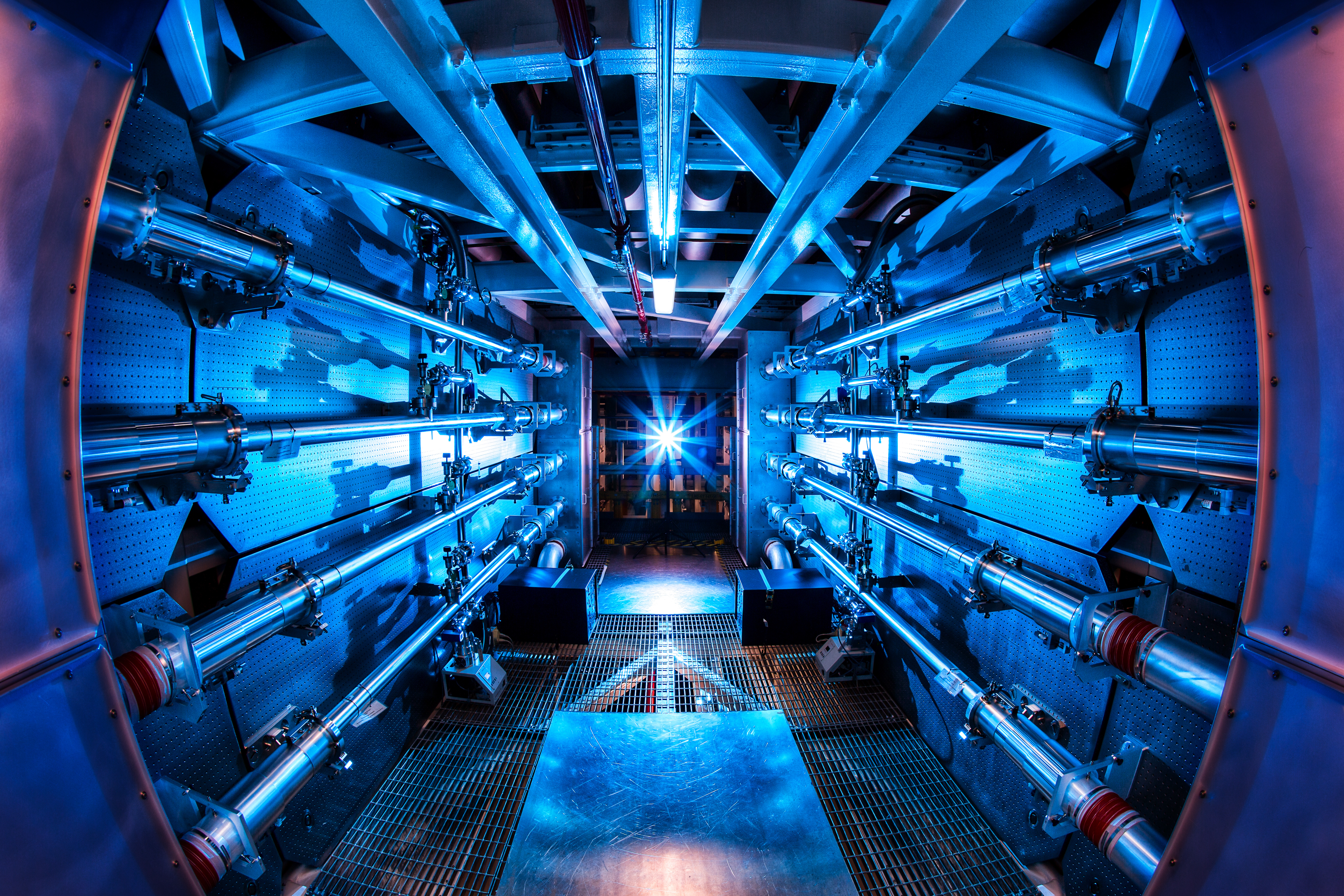
13 decembrie: Departamentul de Energie al SUA a anunțat că prima dată s-a obținut câștig net de energie într-un experiment de fuziune nucleară.

- 1 decembrie  – Astronomii raportează că au văzut nori, probabil formați din metan, care se deplasează pe Titan, luna planetei Saturn, folosind telescopul spațial James Webb.[279]
- 5 decembrie – Începe construcția pentru Square Kilometre Array, cel mai mare telescop din istorie.[280]
- 7 decembrie – Oamenii de știință raportează că material genetic vechi de două milioane de ani a fost găsit în Groenlanda și în prezent este considerat cel mai vechi ADN descoperit până acum.[281][282]
- 8 decembrie – Cercetătorii  au reușit să descopere materialul cu cea mai mare duritate înregistrată vreodată, un aliaj metalic format din crom, cobalt și nichel (CrCoNi).[283]
- 13 decembrie
  - Guvernul Regatului Unit anunță un program de cercetare de pionierat care utilizează genomul a 100.000 de nou-născuți, pentru a detecta boli genetice rare și a accelera tratamentul.[284][285]
  - Departamentul de Energie al SUA a anunțat că prima dată, oamenii de știință americani au produs mai multă energie într-o reacție de fuziune nucleară decât cantitatea de energie consumată în cursul acestui proces.[286][287] Fuziunea este procesul prin care se combină două nuclee atomice ușoare pentru a crea unul greu.
- 15 decembrie 
  - Astronomii descoperă că o pereche de exoplanete care orbitează steaua pitică roșie Kepler-138 ar putea fi lumi de apă.[288]
  - Știri despre dezvoltarea în China a unei cerneli comestibile, pe bază de plante, derivate din deșeurile alimentare, care ar putea fi folosită pentru cultivarea cărnii de cultură, reducând costurile de producție și ajutând carnea de cultură ca o opțiune viabilă pentru hrănirea populației lumii.[289][290]
- 19 decembrie – Se atinge un nou record mondial de eficiență a celulelor solare pentru o celulă solară tandem siliciu-perovskit, oamenii de știință din Germania transformând 32,5% din lumina soarelui în energie electrică.[291]
- 20 decembrie – OpenAI lansează Point-E, un sistem de învățare automată care poate genera modele 3D din solicitările de text.[292][293]
- 27 decembrie – Oamenii de știință de la Universitatea Nebraska-Lincoln raportează că o specie de Halteria, un protozoar unicelular, este primul organism cunoscut pentru care „o dietă numai cu viruși... este suficientă pentru a alimenta creșterea fiziologică și chiar creșterea populației”.[294][295]